# Okada Maszajosi
Okada Maszajosi (japánul 岡田 正義, Hepburn-átírással Okada Masayoshi, nyugaton Masayoshi Okada; Tokió, 1958. május 24. –) japán nemzetközi labdarúgó-játékvezető.

## Pályafutása

### Nemzeti játékvezetés
A játékvezetői vizsgát 1977-ben a Tokiói Egyetemen tette le. 1986-ban lett az I. Liga, majd 1993-ban a J. Liga játékvezetője. 2002-ben az első számú bíró. Hazája Játékvezető Bizottsága a FIFA JB 45 éves korhatára után is aktívan foglalkoztatta. A nemzeti játékvezetéstől 2010-ben vonult vissza. Első ligás mérkőzéseinek száma: 300.

### Nemzetközi játékvezetés
A Japán labdarúgó-szövetség (JFA) Játékvezető Bizottsága (JB) terjesztette fel nemzetközi játékvezetőnek, a Nemzetközi Labdarúgó-szövetség (FIFA) 1993-tól tartotta nyilván bírói keretében. A FIFA JB központi nyelvei közül a angolt beszéli. Több nemzetek közötti válogatott és klubmérkőzést vezetett, vagy működő társának partbíróként , később 4. bíróként segített. A japán nemzetközi játékvezetők rangsorában, a világbajnokság sorrendjében a 4. helyet foglalja el 1 találkozó szolgálatával. A nemzetközi játékvezetéstől 2003-ban a FIFA JB 45. éves korhatárát betöltve vonult vissza.

#### Labdarúgó-világbajnokság

##### U20-as labdarúgó-világbajnokság
Katar rendezte a 10., az 1995-ös ifjúsági labdarúgó-világbajnokságot, ahol a FIFA JB bíróként vette igénybe szolgálatát.

###### 1995-ös ifjúsági labdarúgó-világbajnokság
| Időpont           | Helyszín               | Mérkőzés típusa              | Mérkőzés           | Eredmény | Nézők száma |
| ----------------- | ---------------------- | ---------------------------- | ------------------ | -------- | ----------- |
| 1995. április 16. | Olimpiai Stadion, Doha | csoportmérkőzés (C. csoport) | Hollandia–Honduras | 7 – 1    | 20 000      |

---
A világbajnoki döntőkhöz vezető úton az Amerikai Egyesült Államokba a XV., az 1994-es labdarúgó-világbajnokságra, Franciaországba a XVI., az 1998-as labdarúgó-világbajnokságra, valamint Dél-Koreába és Japánba a XVII., a 2002-es labdarúgó-világbajnokságra a FIFA JB játékvezetőként alkalmazta. Selejtező mérkőzéseket az AFC, az OFC és a CAF zónákban vezetett. Világbajnokságon vezetett mérkőzéseinek száma: 1.

##### 1994-es labdarúgó-világbajnokság

###### Selejtező mérkőzés
| Időpont          | Helyszín                 | Mérkőzés típusa           | Mérkőzés          | Eredmény |
| ---------------- | ------------------------ | ------------------------- | ----------------- | -------- |
| 1993. május 9.   | Központi Stadion, Bejrút | előselejtező (D. csoport) | Bahrein–Dél-Korea | 0 – 0    |
| 1993. május 13.  | Központi Stadion, Bejrút | előselejtező (D. csoport) | Libanon–Bahrein   | 0 – 0    |
| 1993. június 14. | Városi Stadion, Csengtu  | előselejtező (A. csoport) | Irak–Jordánia     | 4 – 0    |
| 1993. június 18. | Városi Stadion, Csengtu  | előselejtező (A. csoport) | Kína–Jemen        | 1 – 0    |

##### 1998-as labdarúgó-világbajnokság

###### Selejtező mérkőzés
| Időpont              | Helyszín                               | Mérkőzés típusa                   | Mérkőzés             | Eredmény | Nézők száma |
| -------------------- | -------------------------------------- | --------------------------------- | -------------------- | -------- | ----------- |
| 1997. június 6.      | Abbasiyyin Stadion, Damaszkusz         | előselejtező (2. csoport)         | Szíria–Irán          | 0 – 1    | 33 000      |
| 1997. június 52.     | Creating Bourj Hammoud Stadion, Bejrút | előselejtező (7. csoport)         | Libanon–Kuvait       | 1 – 3    | 2500        |
| 1997. szeptember 19. | Azadi Stadion, Teherán                 | előselejtező (döntő csoport)      | Irán–Szaúd-Arábia    | 1 – 1    | 120 000     |
| 1997. január 12.     | Menzah Stadion, Tunisz                 | előselejtező (2. kör; 2. csoport) | Tunézia–Egyiptom     | 1 – 0    | 35 000      |
| 1997. június 28.     | Központi Stadion, [[Auckland]]         | előselejtező (döntő csoport)      | Új-Zéland–Ausztrália | 0 – 3    | 23 000      |

###### Világbajnoki mérkőzés
| Időpont          | Helyszín                   | Mérkőzés típusa              | Mérkőzés       | Eredmény | Nézők száma |
| ---------------- | -------------------------- | ---------------------------- | -------------- | -------- | ----------- |
| 1998. június 15. | Stade Vélodrome, Marseille | csoportmérkőzés (G. csoport) | Anglia–Tunézia | 2 – 0    | 545 870     |

##### 2002-es labdarúgó-világbajnokság

###### Selejtező mérkőzés
| Időpont              | Helyszín                            | Mérkőzés típusa                     | Mérkőzés                            | Eredmény | Nézők száma |
| -------------------- | ----------------------------------- | ----------------------------------- | ----------------------------------- | -------- | ----------- |
| 2001. május 25.      | Sultan Qaboos Stadion, Maszkat      | előselejtező (első kör; 1. csoport) | Omán–Szíria                         | 2 – 0    | 25 000      |
| 2001. június 20.     | Regional Stadion, Wellington        | előselejtező (döntő első mérkőzés)  | Új-Zéland–Ausztrália                | 0 – 2    | 19 500      |
| 2001. augusztus 17.  | Al-Shaab Stadion, Bagdad            | előselejtező (2. kör; 1. csoport)   | Irak–Thaiföld                       | 4 – 0    | 20 000      |
| 2001. szeptember 22. | Pakhtakor Markaziy Stadion, Taskent | előselejtező (2. kör; 1. csoport)   | Üzbegisztán–Egyesült Arab Emírségek | 0 – 1    | 42 000      |
| 2011. október 13.    | Qaboos Stadion, Maszkat             | előselejtező (2. kör; 1. csoport)   | Omán–Üzbegisztán                    | 4 – 2    | 400         |

#### Afrikai nemzetek kupája
Dél-afrikai Köztársaság rendezte a 20., az 1996-os afrikai nemzetek kupája labdarúgó tornát, ahol a CAF JB bíróként foglalkoztatta.

##### 1996-os afrikai nemzetek kupája

###### Afrikai Nemzetek Kupája mérkőzés
| Időpont          | Helyszín                         | Mérkőzés típusa              | Mérkőzés               | Eredmény | Nézők száma |
| ---------------- | -------------------------------- | ---------------------------- | ---------------------- | -------- | ----------- |
| 1996. január 14. | EPRFU Stadion, Port Elizabeth    | csoportmérkőzés (D. csoport) | Ghána–Elefántcsontpart | 2 – 0    | 9000        |
| 1996. január 20. | Free State Stadion, Bloemfontein | csoportmérkőzés (B. csoport) | Zambia–Burkina Faso    | 5 – 1    | 2000        |

#### Ázsia-kupa
Az Arab Emírségek fővárosa, Abu Dabi adott otthont, az 1996-os Ázsia-kupa labdarúgó tornának, ahol az AFC JB játékvezetőként alkalmazta.

##### 1996-os Ázsia-kupa

###### Ázsia-kupa mérkőzés
| Időpont            | Helyszín                      | Mérkőzés típusa              | Mérkőzés                       | Eredmény | Nézők száma |
| ------------------ | ----------------------------- | ---------------------------- | ------------------------------ | -------- | ----------- |
| 1996. december 5.  | Ál Maktúm Stadion, Dubaj      | csoportmérkőzés (B. csoport) | Irak–Irán                      | 1 – 2    | 15 000      |
| 1996. december 11. | Ál Maktúm Stadion, Dubaj      | csoportmérkőzés (B. csoport) | Szaúd-Arábia–Irán              | 0 – 3    | 12 000      |
| 1996. december 18. | Zájed Sejk Stadion, Abu-Dzabi | egyik elődöntő               | Egyesült Arab Emírségek–Kuvait | 1 – 0    | 55 000      |

#### Copa América
Paraguay rendezte a 39., az 1999-es Copa América labdarúgó tornát, ahol a CONMEBOL JB vendégbíróként vette igénybe szolgálatát.

##### 1999-es Copa América

###### Copa América mérkőzés
| Időpont         | Helyszín                     | Mérkőzés típusa              | Mérkőzés         | Eredmény |
| --------------- | ---------------------------- | ---------------------------- | ---------------- | -------- |
| 1999. július 7. | Marcel Saupin Stadion, Luque | csoportmérkőzés (C. csoport) | Kolumbia–Ecuador | 2 – 1    |

#### Kirin Kupa
| Időpont          | Helyszín                  | Mérkőzés típusa | Mérkőzés                 | Eredmény | Nézők száma |
| ---------------- | ------------------------- | --------------- | ------------------------ | -------- | ----------- |
| 1994. május 26.  | Egyetemi Stadion, Kóbe    | csoportmérkőzés | Franciaország–Ausztrália | 1 – 0    | 16 743      |
| 1995. május 24.  | Atlétikai Stadion, Toyama | csoportmérkőzés | Jugoszlávia–Ecuador      | 2 – 1    | 5669        |
| 1996. május 23.  | Városi Stadion, Shimizu   | csoportmérkőzés | Jugoszlávia–Mexikó       | 0 – 0    | 8604        |
| 1997. június 12. | Központi Stadion, Szendai | csoportmérkőzés | Törökország–Horvátország | 1 – 1    | 15 687      |
| 2000. június 14. | Tosu Stadion, Saga        | csoportmérkőzés | Szlovákia–Bolívia        | 2 – 0    | 8026        |
| 2000. június 28. | Nemzetközi Stadion, Tokió | csoportmérkőzés | Jugoszlávia–Paraguay     | 0 – 2    | 21 213      |

## Szakmai sikerek
A Japán Labdarúgó-szövetség három alkalommal jutalmazta a J-League Év Játékvezetője megtisztelő címmel.